# Autour du monde avec Douglas Fairbanks

Autour du monde avec Douglas Fairbanks (Around the World in 80 Minutes with Douglas Fairbanks) est un film documentaire américain réalisé par Douglas Fairbanks et Victor Fleming, sorti en 1931.
Le titre original est une allusion au roman de Jules Verne, Le Tour du monde en 80 jours. Le film comporte des séquences animées réalisées par les studios Walt Disney.

## Synopsis

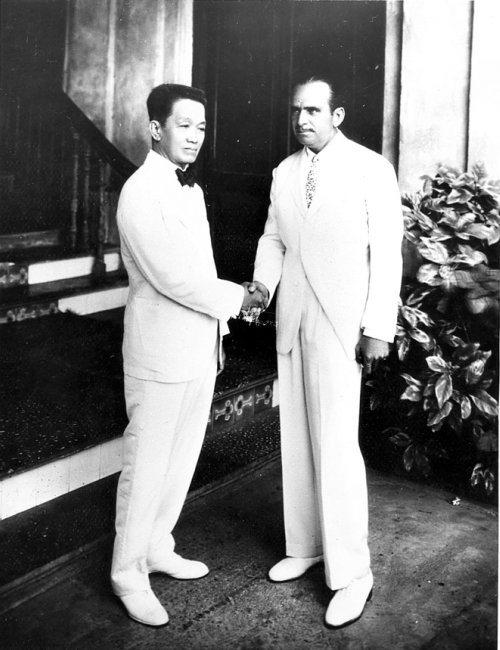
Douglas Fairbanks (à droite) rencontrant l'ancien président des Philippines Emilio Aguinaldo en 1931.

Douglas Fairbanks fait découvrir au spectateur différents aspects de l'Asie et de l'Océanie, d'Hawaï au Japon, en passant par la Chine, Hong-Kong, les Philippines, le Siam, le Cambodge et l'Inde (en particulier le Taj Mahal).

## Fiche technique
- Titre original : Around the World in 80 Minutes with Douglas Fairbanks[4].
- Réalisation : Douglas Fairbanks et Victor Fleming
- Dialogues : Robert E. Sherwood
- Musique : Alfred Newman
- Production : Elton Corporation
- Séquence animée : Walt Disney Animation Studios[5]
- Genre : Documentaire
- Distributeur : United Artists
- Durée : 80 minutes
- Date de sortie : USA : 12 décembre 1931